# Blemus discus
Blemus discus  (лат.) — вид жуков-жужелиц из подсемейства трехин. Известны два подвида: номинативный подвид — B. d. discus (син.: Trechus mariae Hummel, 1823, Carabus unifasciatus Panzer, 1796), который распространён в Европе, России, Японии и Южной Кореи, и подвид B. d. orientalis — в Китае в провинции Юньнань. Номинативный подвид интродуцирован в Северную Америку на юго-восток Канады и на крайний северо-восток США, где встречается в штатах Мэн, Нью-Гэмпшир, Вермонт и Нью-Йорк.
Длина тела взрослых насекомых 4,5—5,5 мм. Голова тёмно-коричневая или черноватая. Переднеспинка и основная половина надкрылий красновато-коричневая, дистальная половина надкрылий желтовато-коричневая. На надкрыльях имеется косая тёмная широкая линия, расположенная за серединой надкрылий. Ноги желтоватые.
Особи живут среди растений на берегах рек и в других влажных биотопах, в местах с глинистой и суглинистой почвой. В ночное время суток жуки могут прилетать на искусственный свет.